# 심콥터
《심콥터》(SimCopter)는 1996년 맥시스의 비행 시뮬레이션 게임이다. 이 게임은 플레이어를 3차원 도시로 옮겨놓은 3차원판이다. 《심콥터》는 사용자가 심시티 2000 맵을 게임에 가져올 수 있게 하고 있다.
공식 심 언어 심리시를 사용하는 최초의 게임이기도 하다.

## 게임플레이
이름에서 볼 수 있듯이, 《심콥터》에서 플레이어는 헬리콥터 비행사의 역할을 수행할 수 있다. 플레이에는 두 개의 모드가 있다: 사용자 모드(user mode), 커리어 모드(career mode). 사용자 모드(자유 모드)는 플레이어가 자신이 소유 중인 도시나 게임에서 제공되는 30개 도시 중 아무것이나 가져와서 비행할 수 있게 한다. 그러나 사용자 도시들은 가끔은 《심콥터》에 사용할 것을 염두에 두고 디자인되어야 하며, 플레이어는 경찰서, 소방서, 병원의 수를 늘리는 일에 대부분의 시간을 할애하여, 수송을 고속화시킨다. 커리어 모드는 플레이어가 도시 주변에서 다양한 노동을 할 수 있게 한다.

### UFO
조직 폭력단원이 있는 지도에서는 이따금씩 UFO가 주변을 비행한다.